# Chern-klasse
In de algebraïsche topologie en de differentiaalmeetkunde, deelgebieden van de wiskunde, is een Chern-klasse een bepaald type van karakteristieke klasse geassocieerd met complexe vectorbundels.
Chern-klassen zijn vernoemd naar Shiing-Shen Chern, die in de jaren 1940 voor het eerst een algemene definitie van Chern-klassen gaf.

## Basisidee en motivatie
Chern-klassen zijn karakteristieke klassen. Zij zijn topologische invarianten die zijn geassocieerd aan vectorbundels op een  gladde variëteit. De vraag of twee ogenschijnlijk verschillende vectorbundels hetzelfde zijn is vaak moeilijk te beantwoorden. De Chern-klassen voorzien in een eenvoudige test: als de Chern-klassen van een paar vectorbundels niet overeenkomen, dan zijn de vectorbundels verschillend. Het omgekeerde is echter niet waar.
In de topologie, de differentiaalmeetkunde en de algebraïsche meetkunde, is het vaak belangrijk om te tellen hoeveel lineair onafhankelijke secties een vectorbundel heeft. De Chern-klassen bieden hier door bijvoorbeeld, de stelling van Riemann-Roch en de indexstelling van Atiyah-Singer enige informatie over.
Het is ook mogelijk om Chern-klassen in de praktijk te berekenen. In de differentiaalmeetkunde (en sommige typen van de algebraïsche meetkunde), kunnen Chern-klassen worden uitgedrukt als polynomen in de coëfficiënten van de krommingsvorm.